# 羅東聖母醫院
天主教靈醫會醫療財團法人羅東聖母醫院（原稱財團法人天主教靈醫會羅東聖母醫院），简稱羅東聖母醫院，是一間由天主教靈醫會主辦於臺灣宜蘭縣羅東鎮的醫院。

## 歷史
在1945年，天主教靈醫會羅馬總會總諮議會通過派遣會前往中國服務計畫。于1946年，靈醫會在雲南省開始醫療服務並宣揚福音。
在1952年初，靈醫會遭遇來自中國共產黨的壓力，因而離開中國大陸並轉往香港。
在1952年夏，靈醫會成員在臺灣再度開始醫療及傳教事業。不久，靈醫會的成員們選擇在貧窮與疾病十分普遍的蘭陽平原地區設立據點，並租賃一間已經休診的診所開始進行其志業。隨後，靈醫會購得一間診所，並將其命名為「聖母醫院」。同年7月17日，南斯拉夫籍外科醫師范鳳龍（斯洛維尼亞語：Janez Janež）完成了靈醫會在臺灣的首例手術；他在該手術中為一位婦女取出了重量12公斤左右的子宮肉瘤。同年底，靈醫會又在原建築物旁興建完成一棟足以容納二十張病床的尖頂平房。當時，開刀房缺乏通風設備、止血鉗等設施；手術實施者更在夏季時為應付因使用高功率燈泡所產生的高溫而放置冰塊在地上以降低現場溫度。此外，當地民眾常以「阿督仔病院」稱呼該院；且因其致力於為經濟弱勢者免費服務，其患者多為罹患盲腸炎、胃病、甲狀腺腫等疾病者，或為礦場、林場和工地外傷患者。
在靈醫會成員的持續募款下，外科大樓於1955年（民國四十四年）增建完成；該大樓當時的病房容量為一百多張病床。1959年（民國四十八年），位在宜蘭縣冬山鄉丸山村的聖母分院成立，由義大利籍巴瑞士修士（Br. Luigi Pavan）主持其以治療肺結核患者為主的業務。
在1961年9月，強烈颱風波蜜拉造成醫院屋舍嚴重損壞，達神家神父（Fr. Giuseppe Dalla Ricca）隨後連夜向海外尋求援助。同年底，內科大樓擴建工程完成。
在1964年，籌設聖母護理職業學校以補充日漸短缺的護理人員，同時規劃興建醫療大樓。
在1967年，聖母分院興建完成兩層樓屋舍，其病房容量增加至八十三床。
在1982年，樓高七層的住院大樓改建完成；該大樓內設有內科部門、外科部門、婦科部門、兒科部門、加護病房、血液透析、醫學檢驗等單位及相關新置設備。
在1987年夏，靈醫會在臺會士經其羅馬總會同意後開始興建樓高十一層的門診醫療大樓，並在1989年落成啟用。
于1988年起，重症醫療大樓「打造天使的家」募款活動開始。
在2004年2月，重症醫療大樓開始興建，並於隨後議定命名為「范鳳龍紀念大樓」。　
在2006年10月，國立臺灣大學名譽教授呂鴻基受聘為創院以來首位非神職人員院長。
在2007年7月14日，范鳳龍紀念大樓落成啟用。
在2009年10月，陳永興受聘為創院以來首為非天主教徒院長。
于2011年8月起，承接杏和醫院業務並繼續經營，隨後開始規劃血液透析及整頓復健中心，並擴大原復健服務內容且著手提升服務品質，又聘請復健科及腎臟科專任醫師提供看診服務。
在2011年，老人醫療照護大樓興建工程募款活動開始。在2013年5月23日，老人醫療照護大樓興建工程開始。 在2015年3月初，陳永興向老人醫療照護大樓興建計畫捐款者公開致謝並宣告募款活動結束。在 2017年1月21日，老人醫療照護大樓「馬仁光紀念大樓」竣工祈福典禮。
在2018年11月1日，因《醫療法》規定，由財團法人天主教靈醫會100%捐助設立「天主教靈醫會醫療法人」，並將財團法人天主教靈醫會羅東聖母醫院捐入醫療法人，改名為「天主教靈醫會醫療財團法人羅東聖母醫院」。
在2019年1月1日，馬漢光醫師受聘為院長。

## 文化資產

### 縣定古蹟
- 耶穌聖心堂 (羅東鎮)

## 外部連結
- 官方网站
- 財團法人天主教靈醫會羅東聖母醫院 （页面存档备份，存于）